# Caater
I Caater sono stati un duo estone, proveniente da Tallinn, formato da Kalle Kukk e da Markku Tiidumaa.
Nel 1999 i Caater hanno ricevuto il "Kuldne Plaat" (disco d'oro) agli Eesti Muusikaauhinnad con il singolo O Si Ne Ne. Nello stesso anno sono stati nominati gruppo e album dell'anno.

## Discografia

### Album
- Contact (1998)
- Freakshow (1998)
- Space Invasion (1998)
- Millennium: The Best Of Caater (1999)
- King Size (2001)
- Club Space (2002)
- Queen of the Night (2003)

### Singoli
- O Si Ne NE (1999)
- Hold That Sucker Down (2000)
- Phantom (2000)
- Dance With You (2000)
- Free My Body (2001)
- King Size (2001)
- Enjoy the Silence (2002)
- Master Tune (2002)
- The Queen of the Night (2003)